# Піхотний батальйон «Калев»
Піхотний батальйон «Калев» (ест. Kalevi jalaväepataljon) — батальйон сухопутних військ Естонії. Входить до складу 1-ї піхотної бригади і його основним призначенням є підготовка військовозобовязаних для механізованих піхотних підрозділів. Раніше носив назви Калевський загін ест. Kalevlaste Maleva та Окремий піхотний батальйон Калева. Зараз штаб батальйону базується в Палдіскі, та командує ним підполковник Мейт Муерісепп.

## Історія

### 1918—1940
Сформований, як Калевський загін (ест. Kalevlaste Maleva) на початку Війни за незалежність Естонії 20 грудня 1918 року, й отримав назву за спортивним товариством Калев, члени якого утворили підрозділ. Брав участь у Війні за незалежність Естонії на східному фронті проти Радянської Росії та у Латвії проти Балтійського ландесверу. Після війни, Калевський загін був передислокований до Виру в 1920 році.
Калевський загін продовжував вести підготовку призовників та охороняти кордон. Від 1 липня 1922 року, Калевський загін було офіційно перейменовано на Калевський батальйон та прилучено до 10-го піхотного полку. Від 28 жовтня 1928 року, 10-й піхотний полк було розформовано, а Калевський батальйон було перейменовано в Окремий піхотний батальйон Калева та передислоковано до Таллінна. Після Радянської окупації в 1940 році, батальйон було розформовано.

### 1992–сьогодення
Окремий піхотний батальйон «Калев» відновлено 18 березня 1992 року та початково розміщено в селищі Козе, але потім улітку передислоковано до Військової бази Яґала. Батальйон був оснащений бронетранспортерами БТР-80 та броньованими розвідувальними машинами БРДМ-2. У 2002 році батальйон розформовано в процесі виконання програми реформування Збройних сил Естонії. Більшість особового складу та техніки передано до складу Скаутського батальйону в Палдіскі.

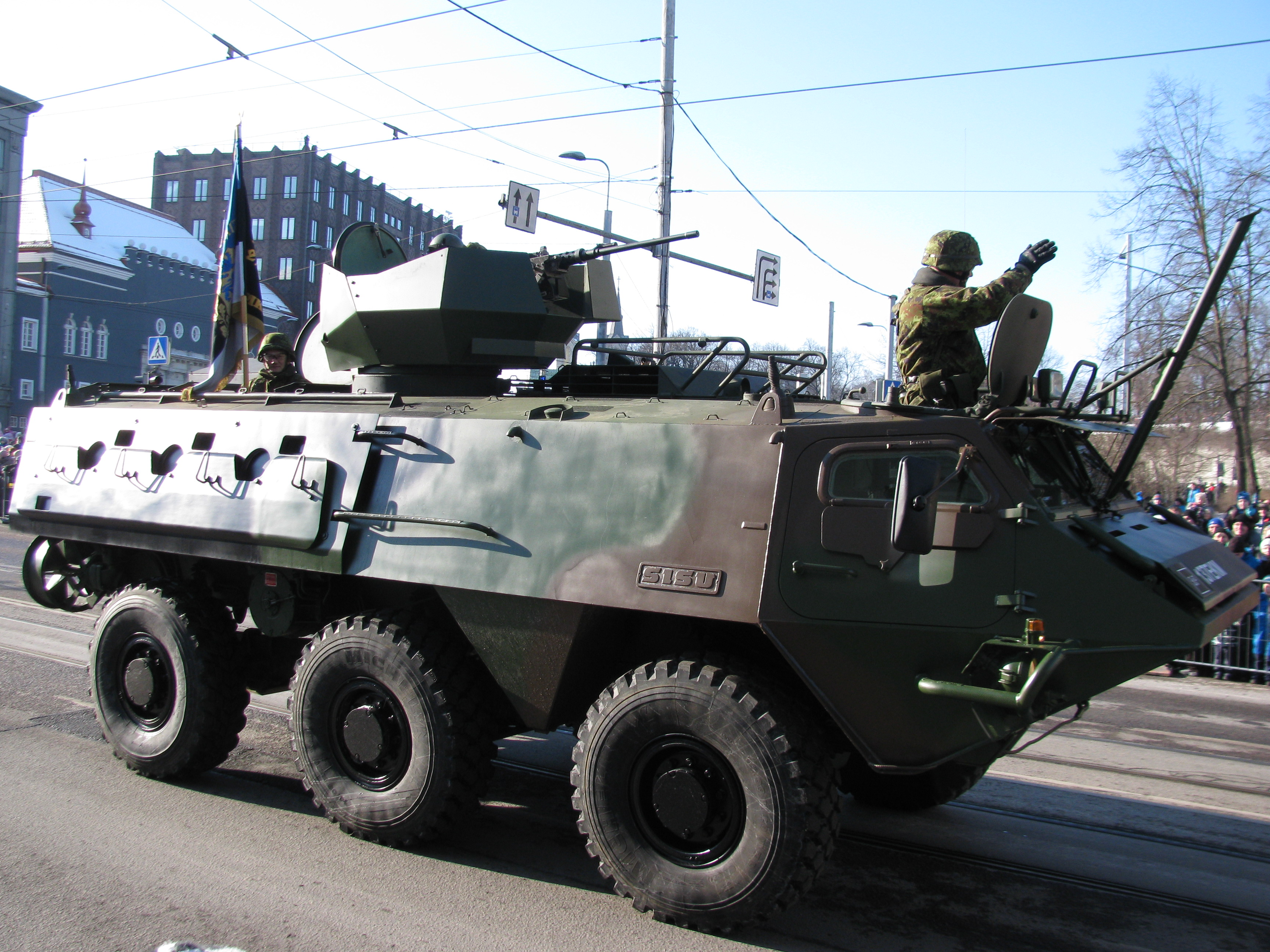
Sisu XA-180 на службі в Естонії.

1 січня 2009 року піхотний батальйон «Калев» знову відновлений як складова частина 1-ї піхотної бригади в Палдіскі. Батальйон оснастили бронетранспортерами Sisu XA-180 та залучили до підготовки професійних солдатів для участі в міжнародних місіях та призовників для механізованих резервних підрозділів.

## Структура
Піхотний батальйон «Калев»:
- штаб, штабна рота
- піхотна рота
- рота служби бойової підтримки

## Командири
- Леопольд Тонсон 1918–1919
- Отто Тиф 1919–1920
- Оскар Луіґа 1920–1921
- Фрідріх Карл Пінка 1921–1925
- Андерс Лінґуіст 1925–1928
- Якоб Венде 1928–1934
- Йоханнес Уускам 1934–1936
- Олав Муллас 1936–1937
- Василь Кюлаотс 1937–1940
- Елберт Хельме 1992–1993
- Алар Ланеман 1993–1994
- Ханнес Тоомсалью 1994–1995
- Марґус Ліллемеджі 1995–1996
- Артур Тіґанік[en] 1996–2000
- Сандер Кесккюла 2000
- Рауль Таннов 2000–2001
- Маргус Коплімьоґі 2009–2012
- Ханнес Алесмаа 2012–2015
- Мейт Муерісепп 2015–донині